# العلاقات الأوغندية الفانواتية
العلاقات الأوغندية الفانواتية هي العلاقات الثنائية التي تجمع بين أوغندا وفانواتو.

## مقارنة بين البلدين
هذه مقارنة عامة ومرجعية للدولتين:
| وجه المقارنة                                              | أوغندا                        | فانواتو                                  |
| --------------------------------------------------------- | ----------------------------- | ---------------------------------------- |
| المساحة (كم2)                                             | 241.04 ألف                    | 12.19 ألف                                |
| عدد السكان (نسمة)                                         | 42.86 مليون                   | 276.24 ألف                               |
| الكثافة السكانية (ن./كم²)                                 | 177.81                        | 22.66                                    |
| العاصمة                                                   | كامبالا                       | بورت فيلا                                |
| اللغة الرسمية                                             | لغة إنجليزية، اللغة السواحلية | اللغة البسلاما، لغة فرنسية، لغة إنجليزية |
| العملة                                                    | شيلينغ أوغندي                 | فاتو فانواتي                             |
| الناتج المحلي الإجمالي (بليون دولار)                      | 25.89 مليار                   | 862.88 مليون                             |
| الناتج المحلي الإجمالي (تعادل القوة الشرائية) بليون دولار | 72.25 مليار                   | 790.76 مليون                             |
| الناتج المحلي الإجمالي الاسمي للفرد دولار أمريكي          | 705                           | 2.81 ألف                                 |
| الناتج المحلي الإجمالي للفرد دولار أمريكي                 | 1.77 ألف                      | 3.03 ألف                                 |
| مؤشر التنمية البشرية                                      | 0.483                         | 0.594                                    |
| رمز المكالمات الدولي                                      | +256                          | +678                                     |
| رمز الإنترنت                                              | .ug                           | .vu                                      |
| المنطقة الزمنية                                           | ت ع م+03:00                   | ت ع م+11:00                              |

## منظمات دولية مشتركة
يشترك البلدان في عضوية مجموعة من المنظمات الدولية، منها:
| علم المنظمة | اسم المنظمة                                 | تاريخ انضمام أوغندا | تاريخ انضمام فانواتو |
| ----------- | ------------------------------------------- | ------------------- | -------------------- |
|             | يونسكو                                      | 9 نوفمبر 1962       | 10 فبراير 1994       |
|             | مؤسسة التمويل الدولية                       | 27 سبتمبر 1963      | 28 سبتمبر 1981       |
|             | منظمة حظر الأسلحة الكيميائية                | ?                   | ?                    |
|             | مؤسسة التنمية الدولية                       | 27 سبتمبر 1963      | 28 سبتمبر 1981       |
|             | منظمة التجارة العالمية                      | ?                   | ?                    |
|             | وكالة ضمان الاستثمار متعدد الأطراف          | 10 يونيو 1992       | 27 يوليو 1988        |
|             | الاتحاد البريدي العالمي                     | ?                   | ?                    |
|             | الاتحاد الدولي للاتصالات                    | 8 مارس 1963         | 30 مارس 1988         |
|             | الأمم المتحدة                               | 25 أكتوبر 1962      | 15 سبتمبر 1981       |
|             | البنك الدولي للإنشاء والتعمير               | 27 سبتمبر 1963      | 28 سبتمبر 1981       |
|             | مجموعة دول أفريقيا والكاريبي والمحيط الهادئ | ?                   | ?                    |
|             | دول الكومنولث                               | ?                   | ?                    |

## وصلات خارجية
- موقع وزارة الخارجية الأوغندية